# Chaetopterus variopedatus
Chaetopterus variopedatus ist eine Art der Ringelwürmer, die zu der Familie der Chaetopteridae und somit zu den Vielborstern (Polychaeten) gehört. Als deutsche Trivialnamen sind  Pergamentwurm oder auch Leuchtender Borstenflosser in Gebrauch.

## Beschreibung
Der Pergamentwurm ist etwa 25 cm lang (dann 85 Segmente) und hat 2 cm im Durchmesser. Die Farbe ist grünlich gelb bis weißlich, ältere männliche Tiere sind weiß, weibliche orange. Der Körper ist langgestreckt und gegliedert. Das Vorderteil hat neun, der Mittelteil fünf Segmente und das Hinterteil mit 20-70 Borsten (Chaetae). Das Pygidium hat keine Anhängsel. Das Kopfende (Prostomium) ist schmal, scheibenförmig, mit zwei Augen ohne Antenne. Es ist ventral und lateral vom U-förmigen Peristom umschlossen. Das Peristom hat zwei Tentakel. Außer in der Arktis ist er weltweit vorwiegend in weichen Sedimentböden im Benthos zu finden, wo er durch Abgabe von sich verfestigendem Schleim eine U-förmige Röhre bildet, die an zwei Enden geöffnet ist und deren Enden aus dem Sandboden herausragen.

## Nahrungsaufnahme
Chaetopterus variopedatus besitzt stark abgewandelte Parapodien. Im Rückenbereich liegen drei Notopodien, die den Raum zwischen dem Körper des Wurms und der Röhre ausfüllen und durch Muskelkraft hin und her schlagen. Dies führt zu einem Wasserfluss vom vorderen zum hinteren Ende der Röhre. Im Kopfbereich liegen zwei Notopodien, die einen Kreis bilden. An den beiden Spitzen wird Schleim sezerniert, der durch den Wasserstrom zu einem Sack wird. Dieser wird wiederum durch einen dritten Notopodus weiter hinten am Körper aufgefangen und aufgerollt. Durch das strömende Wasser können Nahrungspartikel aufgenommen werden, wie z. B. Mikroalgen und Bakterien. Der Schleimsack wird regelmäßig zum Mund transportiert, aufgenommen und erneuert.

## Besonderheiten
Chaetopterus variopedatus verfügt bei Reizung über blaue Biolumineszenz.